# Димитър Краев (революционер)
 Тази статия е за революционера.  За писателя вижте Димитър Тишин.  
Димитър Петров Краев е български революционер, войвода на Вътрешната македоно-одринска революционна организация.

## Биография
Димитър Краев е роден през 1888 година във Варна. Присъединява се към ВМОРО и през 1907 година става четник при серския войвода Никола Гърков. През Балканската война Димитър Краев е четник в поройската чета на Панайот Карамфилович, а след това служи в щаба на Тринадесета кукушка дружина на Македоно-одринското опълчение.
След Междусъюзническата война Димитър Краев е назначен от Панайот Карамфилович за войвода в Демирхисарския район на Серския революционен окръг. Четата от 14 души има за задача проучва положението на местното население след гръцката окупация на Егейска Македония и да възстанови каналите на ВМОРО в Сярско.
Димитър Краев загива като серски войвода през 1914 година.